# Denso Kasius
Denso Kasius (Delft, 6 oktober 2002) is een Nederlands voetballer die als verdediger voor AZ speelt. Eerder kwam hij uit voor Jong FC Utrecht, FC Volendam, Bologna en Rapid Wien. 

## Clubcarrière
Denso Kasius speelde in de jeugd van DHC Delft, Sparta Rotterdam, Feyenoord, ADO Den Haag en FC Utrecht. In het seizoen 2019/20 maakte hij onder trainer René Hake bij Jong FC Utrecht zijn debuut in het betaalde voetbal. Halverwege het seizoen 2020/21 verkaste Kasius op huurbasis naar FC Volendam, waar hij zijn doorbraak beleefde. 
In januari 2021 maakte Kasius de overstap naar FC Volendam. De verdediger werd voor anderhalf jaar gehuurd van FC Utrecht en groeide direct uit tot een vaste kracht bij FC Volendam. Hij stond te boeken als een opkomende back en was veelvuldig betrokken bij doelpunten. In het seizoen 2021/22 kwam Kasius tot vijf doelpunten en twee assists in 21 wedstrijden, voordat de huurperiode vroegtijdig beëindigd werd. Het Italiaanse Bologna was met FC Utrecht tot een overeenstemming gekomen over een transfer, waardoor de rechtervleugelverdediger per direct vertrok naar Italië.
Kasius werd bij Bologna de vijfde Nederlander in de geschiedenis van de ploeg. Hij tekende bij Bologna een contract tot medio 2026. In februari 2022 debuteerde hij voor de ploeg in de Serie A. In Italië wist Kasius niet door te breken en fungeerde hij voornamelijk als invaller. In de tweede helft van het seizoen 2022/23 speelde Kasius op huurbasis bij Rapid Wien in Oostenrijk. Medio 2023 maakte hij de transfer naar AZ, daar waar Sam Beukema de tegenovergestelde richting bewandelde.

## Clubstatistieken

### Beloften
| Seizoen | Club            |                    | Competitie     | Competitie | Competitie |
| Seizoen | Club            | Wed.               | Competitie     | Dlp.       |            |
| ------- | --------------- | ------------------ | -------------- | ---------- | ---------- |
| 2019/20 | Jong FC Utrecht | Vlag van Nederland | Eerste divisie | 1          | 0          |
| 2020/21 | Jong FC Utrecht | Vlag van Nederland | Eerste divisie | 6          | 0          |
| Totaal  | Totaal          | Totaal             | Totaal         | 7          | 0          |

### Senioren
| Seizoen | Club            | Competitie     | Competitie | Competitie | Beker | Beker | Play-offs | Play-offs | Totaal | Totaal |
| Seizoen | Club            | Competitie     | Wed.       | Dlp.       | Wed.  | Dlp.  | Wed.      | Dlp.      | Wed.   | Dlp.   |
| ------- | --------------- | -------------- | ---------- | ---------- | ----- | ----- | --------- | --------- | ------ | ------ |
| 2020/21 | FC Volendam     | Eerste divisie | 14         | 1          | 0     | 0     | 1         | 0         | 15     | 1      |
| 2021/22 | FC Volendam     | Eerste divisie | 21         | 5          | 1     | 0     | 0         | 0         | 22     | 5      |
| 2021/22 | Bologna FC 1909 | Serie A        | 7          | 0          | 0     | 0     | 0         | 0         | 7      | 0      |
| 2022/23 | Bologna FC 1909 | Serie A        | 7          | 0          | 0     | 0     | 0         | 0         | 7      | 0      |
| 2022/23 | → Rapid Wien    | Bundesliga     | 10         | 0          | 2     | 0     | 0         | 0         | 12     | 0      |
| 2023/24 | AZ              | Eredivisie     | 1          | 0          | 0     | 0     | 0         | 0         | 1      | 0      |
| Totaal  | Totaal          | Totaal         | 60         | 6          | 3     | 0     | 1         | 0         | 64     | 6      |

Bijgewerkt t/m 22 augustus 2023.